# Moshe Aaron Poleyeff
Moshe Aaron Poleyeff (1888 en Biélorussie - 1966 ou 1967 à New York) est un rabbin américain, enseignant à l'université Yeshiva de New York pendant 45 ans, formant des générations de rabbins, dont Mordechai Gifter.

## Éléments biographiques
Moshe Aaron Poleyeff est né en 1888, à Timkovitz, près de Sloutsk à 98 km au sud de Minsk, en Biélorussie.
C'est un disciple du rabbin Isser Zalman Meltzer, de qui il reçoit sa semikha en 1910.
Il arrive aux États-Unis en 1920, et commence immédiatement une carrière d'enseignant à l'université Yeshiva de New York, où pendant 46 ans il sera un des maîtres les plus vénérés

## Œuvres
- (he) Machneh Yisroel
- (he) Be'er Avraham